# Le Fantôme du cirque (film, 1937)
Pour les articles homonymes, voir Le Fantôme du cirque et Shadow.
Pour plus de détails, voir Fiche technique et Distribution.
Le Fantôme du cirque (titre original : The Shadow) est un film américain réalisé par Charles C. Coleman, sorti en 1937.
Produit par Columbia Pictures, le film met en scène les aventures de The Shadow, un personnage de fiction créé par Walter B. Gibson, qui devint le plus célèbre des héros de pulps des années 1930 et 1940.

## Synopsis
Mary Gillespie redonne au cirque du colonel Gillespie toute sa splendeur après la mort de son père. Avec l'aide de Jim, son petit ami publiciste, les foules sont de retour sous le chapiteau. Cependant, l'égoïste star équestre Senor Martinet détient 60 000 dollars de billets signés par le colonel, qui en a besoin pour rembourser un prêt. 
Lorsqu'une mystérieuse silhouette est aperçue sur le terrain du cirque et que Martinet est assassiné sur la piste centrale en plein spectacle, les suspects ne manquent pas, y compris Vindecco, l'assistant bossu et maltraité de Martinet. Lorsque Vindecco est assassiné à son tour après avoir confié des indices à Mary, Jim la confie au shérif local et poursuit l'enquête pour démasquer le shadow de son propre chef.

## Fiche technique
- Titre : Le Fantôme du cirque
- Titre original : The Shadow
- Réalisation : Charles C. Coleman
- Scénario : Arthur T. Horman d'après une histoire de Milton Raison
- Production : Wallace MacDonald et Irving Briskin producteur exécutif
- Société de production : Columbia Pictures
- Directeur musical : Morris Stoloff
- Photographie : Lucien Ballard
- Montage : Byron Robinson
- Direction artistique : Lionel Banks et Stephen Goosson
- Costumes : Robert Kalloch et Ray Howell
- Pays de production : États-Unis
- Langue : anglais
- Format : Noir et blanc - Son : Mono
- Genre : Film policier
- Durée : 59 minutes
- Date de sortie : 
  - États-Unis : 22 décembre 1937

## Distribution
- Rita Hayworth : Mary Gillespie
- Charles Quigley : Jim Quinn
- Marc Lawrence : Kid Crow
- Arthur Loft : Shérif Jackson
- Dick Curtis : Carlos
- Vernon Dent : Dutch Schultz
- Marjorie Main : Hannah Gillespie
- Donald Kirke : Peter Martinet
- Dwight Frye : Vindecco
- Bess Flowers : Marianne
- William Irving : Mac
- Eddie Fetherston : Woody
- Sally St. Clair : Dolores
- Sue St. Clair : Rosa
- John Tyrrell : M. Moreno
- Edward Hearn : le médecin du cirque